# Neophasma subapterum
Neophasma subapterum är en insektsart som beskrevs av Ludwig Redtenbacher 1906. Neophasma subapterum ingår i släktet Neophasma och familjen Pseudophasmatidae. Inga underarter finns listade i Catalogue of Life.